# Чумайское сельское поселение
Чума́йское се́льское поселе́ние — упразднённое муниципальное образование в Чебулинском районе Кемеровской области. Административный центр — село Чумай.

## История
Чумайское сельское поселение образовано 17 декабря 2004 года в соответствии с Законом Кемеровской области № 104-ОЗ.

## Население
| 2010  | 2011  | 2012  | 2013  | 2014  | 2015  | 2016  |
| ----- | ----- | ----- | ----- | ----- | ----- | ----- |
| 1933  | ↘1925 | ↘1871 | ↘1833 | ↘1797 | ↘1756 | ↘1722 |
| 2017  | 2018  | 2019  |       |       |       |       |
| ↘1678 | ↘1676 | ↘1618 |       |       |       |       |

## Состав сельского поселения
| № | Населённый пункт | Тип населённого пункта       | Население |
| - | ---------------- | ---------------------------- | --------- |
| 1 | Казанка-20       | посёлок                      | 50        |
| 2 | Карачарово       | деревня                      | ↘235      |
| 3 | Кураково         | деревня                      | 357       |
| 4 | Чумай            | село, административный центр | 1291      |